# Grimpa-soques de barbeta blanca
El grimpa-soques de barbeta blanca (Dendrocincla merula) és una espècie d'ocell de la família dels furnàrids (Furnariidae) que habita la selva humida del sud de Veneçuela, Guaiana, oest del Brasil amazònic, est del Perú i nord i est de Bolívia.